# 谷上幸男
谷上 幸男（たにうえ さちお、1920年8月28日 - ）は日本の政治家、漁師。坊津町長（4期）を務めた。

## 経歴
1920年8月28日、鹿児島県川辺郡西南方村大字坊（現南さつま市坊津町坊）に生まれる。坊泊尋常小学校高等科卒業。その後、裁判所の書記を目指して鹿児島市の弁護士前之園喜一郎の元で書生として住み込む。その後、上京して日立航空機製作所に入社する。その後、1941年に召集され平壌飛行場に終戦まで勤務した。終戦後は帰郷して、原捨思が所有するカツオ漁船の漁労長となった。1973年、南方水産経理部長となる。1979年11月17日、坊津町助役に就任して11年務めた。1991年、坊津町長選挙に立候補して現職の原多計志と別の新人を破って、初当選を果たした。1995年、無投票で再選を果たした。

### 1999年坊津町長選挙
1999年、前回と違って選挙戦となり新人3人との選挙戦となったが、いずれも破って3選を果たした。
※当日有権者数：-人 最終投票率：-%（前回比：-pts）
| 候補者名 | 年齢 | 所属党派 | 新旧別 | 得票数  | 得票率 | 推薦・支持 |
| -------- | ---- | -------- | ------ | ------- | ------ | ---------- |
| 谷上幸男 | 78   | 無所属   | 現     | 1,635票 | 43.3%  | -          |
| 岩崎佐幸 | 56   | 無所属   | 新     | 922票   | 24.4%  | -          |
| 吉原耕作 | 64   | 無所属   | 新     | 903票   | 23.9%  | -          |
| 長谷竜内 | 70   | 無所属   | 新     | 320票   | 8.5%   | -          |

### 2003年坊津町長選挙
2003年、新人との争いを制して、4選を果たした。
※当日有権者数：-人 最終投票率：-%（前回比：-pts）
| 候補者名 | 年齢 | 所属党派 | 新旧別 | 得票数  | 得票率 | 推薦・支持 |
| -------- | ---- | -------- | ------ | ------- | ------ | ---------- |
| 谷上幸男 | 82   | 無所属   | 現     | 1,894票 | 54.3%  | -          |
| 小原武典 | 63   | 無所属   | 新     | 1,595票 | 45.7%  | -          |

2005年6月14日、群馬県上野村長黒沢丈夫の引退に伴い全国最年長首長となった。同年11月6日、市町村合併で南さつま市が発足するのに伴い町長を退任した。その後行われた南さつま市長選挙には立候補しなかった。2020年8月にインタビューを受けており、100歳を超えているが健在である。

## 栄典
- 2006年 - 旭日双光章[13]